# Ministre d'État à la Santé (Royaume-Uni)
Le ministre d'État à la Santé est un poste de niveau intermédiaire au département de la Santé et des Affaires sociales du gouvernement britannique.
L'office a été créé en 1970 par le nouveau ministère de la Santé en tant que ministre adjoint au département de la Santé.
Historiquement, le rôle était connu comme Ministre d'État à la Santé et à la Sécurité sociale dans le cadre du department of Health and Social Security.
Le poste est actuellement occupé par Karin Smyth MP qui a pris ses fonctions le 8 juillet 2024. Le ministre supplée souvent le secrétaire d'État à la Santé et aux Affaires sociales aux côtés du ministre d'État aux Affaires sociales.

## Responsabilités
Le ministre est responsable de ce qui suit :
- Covid-19:
  - Résilience du NHS (capacité aiguë)
  - alimentation (ventilateurs)
- Performances opérationnelles du NHS
- Facture du plan à long terme
- finance, efficacité et commercial
- Capital, terres et domaines du NHS
- transformation
- Mandat du NHS England mandate
- administrations déconcentrées, dépendances de la Couronne et territoires d'outre-mer
- droit dérivé
- direction départementale
- Relations futures de l'UE et commerce
- parrainage de :
  - NHSE
  - NHSI

## Liste des ministres d'État à la Santé
| Nom                                                       | Nom                                                       | Portrait                                                  | Mandat                                                    | Mandat                                                    | Parti Politique                                           | Premier ministre                                          | Premier ministre                                          |
| Rôle créé par le Department of Health and Social Security | Rôle créé par le Department of Health and Social Security | Rôle créé par le Department of Health and Social Security | Rôle créé par le Department of Health and Social Security | Rôle créé par le Department of Health and Social Security | Rôle créé par le Department of Health and Social Security | Rôle créé par le Department of Health and Social Security | Rôle créé par le Department of Health and Social Security |
| Ministre d'État à la Santé et à la Sécurité sociale       | Ministre d'État à la Santé et à la Sécurité sociale       | Ministre d'État à la Santé et à la Sécurité sociale       | Ministre d'État à la Santé et à la Sécurité sociale       | Ministre d'État à la Santé et à la Sécurité sociale       | Ministre d'État à la Santé et à la Sécurité sociale       | Ministre d'État à la Santé et à la Sécurité sociale       | Ministre d'État à la Santé et à la Sécurité sociale       |
| --------------------------------------------------------- | --------------------------------------------------------- | --------------------------------------------------------- | --------------------------------------------------------- | --------------------------------------------------------- | --------------------------------------------------------- | --------------------------------------------------------- | --------------------------------------------------------- |
|                                                           | Morys Bruce, 4e baron Aberdare Pair héréditaire           |                                                           | 23 juin 1970                                              | 8 janvier 1974                                            | Conservateur                                              |                                                           | Edward Heath (l)                                          |
|                                                           | Brian O'Malley MP pour Rotherham                          |                                                           | 8 mars 1974                                               | 6 avril 1976                                              | Travailliste                                              |                                                           | Harold Wilson (lll) + (lV)                                |
|                                                           | David Owen MP pour Plymouth Devonport                     |                                                           | 26 juillet 1974                                           | 10 septembre 1976                                         | Travailliste                                              |                                                           | Harold Wilson (lll) + (lV)                                |
|                                                           | Stanley Orme MP pour Salford West                         |                                                           | 8 avril 1976                                              | 4 mai 1979                                                | Travailliste                                              |                                                           | James Callaghan (l)                                       |
|                                                           | Roland Moyle MP pour Lewisham East                        |                                                           | 10 septembre 1976                                         | 4 mai 1979                                                | Travailliste                                              |                                                           | James Callaghan (l)                                       |
| Ministre d'État à la Santé                                |                                                           |                                                           |                                                           |                                                           |                                                           |                                                           |                                                           |
|                                                           | Gerard Vaughan MP pour Reading South                      |                                                           | 7 mai 1979                                                | 5 mars 1982                                               | Conservateur                                              |                                                           | Margaret Thatcher (l)                                     |
|                                                           | Kenneth Clarke MP pour Rushcliffe, Nottinghamshire        |                                                           | 5 mars 1982                                               | 2 septembre 1985                                          | Conservateur                                              |                                                           | Margaret Thatcher (l) + (ll)                              |
|                                                           | Barney Hayhoe MP pour Brentford and Isleworth             |                                                           | 2 septembre 1985                                          | 10 septembre 1986                                         | Conservateur                                              |                                                           | Margaret Thatcher (ll)                                    |
|                                                           | Tony Newton MP pour Braintree                             |                                                           | 10 septembre 1986                                         | 25 juillet 1988                                           | Conservateur                                              |                                                           | Margaret Thatcher (ll) + (lll)                            |
|                                                           | David Mellor MP pour Putney                               |                                                           | 25 juillet 1988                                           | 27 octobre 1989                                           | Conservateur                                              |                                                           | Margaret Thatcher (lll)                                   |
|                                                           | Anthony Trafford, baron Trafford Pair à vie               |                                                           | 29 juillet 1989                                           | 16 septembre 1989                                         | Conservateur                                              |                                                           | Margaret Thatcher (lll)                                   |
|                                                           | Virginia Bottomley MP pour South West Surrey              |                                                           | 28 octobre 1989                                           | 10 avril 1992                                             | Conservateur                                              |                                                           | Margaret Thatcher (lll) John Major (l)                    |
|                                                           | Brian Mawhinney MP pour Peterborough                      |                                                           | 14 avril 1992                                             | 20 juillet 1994                                           | Conservateur                                              |                                                           | John Major (ll)                                           |
|                                                           | Gerry Malone MP pour Winchester                           |                                                           | 20 juillet 1994                                           | 2 mai 1997                                                | Conservateur                                              |                                                           | John Major (ll)                                           |
| Ministre d'État aux Services de santé                     |                                                           |                                                           |                                                           |                                                           |                                                           |                                                           |                                                           |
|                                                           | Alan Milburn MP pour Darlington                           |                                                           | 2 mai 1997                                                | 30 décembre 1998                                          | Travailliste                                              |                                                           | Tony Blair (l)                                            |
|                                                           | John Denham MP pour Southampton Itchen                    |                                                           | 30 décembre 1998                                          | 11 juin 2001                                              | Travailliste                                              |                                                           | Tony Blair (l)                                            |
|                                                           | Jacqui Smith MP pour Redditch                             |                                                           | 11 juin 2001                                              | juin 2003                                                 | Travailliste                                              |                                                           | Tony Blair (ll)                                           |
|                                                           | Rosie Winterton MP pour Doncaster Central                 |                                                           | juin 2003                                                 | mai 2005                                                  | Travailliste                                              |                                                           | Tony Blair (ll)                                           |
|                                                           | John Hutton MP pour Barrow and Furness                    |                                                           | juin 2003                                                 | mai 2005                                                  | Travailliste                                              |                                                           | Tony Blair (ll)                                           |
| Ministre d'État à la Santé                                |                                                           |                                                           |                                                           |                                                           |                                                           |                                                           |                                                           |
|                                                           | Jane Kennedy MP pour Liverpool Wavertree                  |                                                           | 6 mai 2005                                                | 8 mai 2006                                                | Travailliste                                              |                                                           | Tony Blair (lll)                                          |
|                                                           | Andy Burnham MP pour Leigh, Grand Manchester              |                                                           | 8 mai 2006                                                | 28 juin 2007                                              | Travailliste                                              |                                                           | Tony Blair (lll)                                          |
|                                                           | Ben Bradshaw MP pour Exeter                               |                                                           | 28 juin 2007                                              | 5 juin 2009                                               | Travailliste                                              |                                                           | Gordon Brown (l)                                          |
|                                                           | Mike O'Brien MP pour North Warwickshire                   |                                                           | 8 juin 2009                                               | 11 mai 2010                                               | Travailliste                                              |                                                           | Gordon Brown (l)                                          |
|                                                           | Philip Dunne MP pour Ludlow                               |                                                           | 15 juillet 2016                                           | 9 janvier 2018                                            | Conservateur                                              |                                                           | Theresa May (I) + (II)                                    |
|                                                           | Stephen Barclay MP pour North East Cambridgeshire         |                                                           | 9 janvier 2018                                            | 16 novembre 2018                                          | Conservateur                                              |                                                           | Theresa May (II)                                          |
|                                                           | Stephen Hammond MP pour Wimbledon                         |                                                           | 16 novembre 2018                                          | 25 juillet 2019                                           | Conservateur                                              |                                                           | Theresa May (II) Boris Johnson (l)                        |
|                                                           | Chris Skidmore MP pour Kingswood                          |                                                           | 24 juillet 2019                                           | 10 septembre 2019                                         | Conservateur                                              |                                                           | Boris Johnson (l)                                         |
|                                                           | Edward Argar MP pour Charnwood                            |                                                           | 10 septembre 2019                                         | 6 juillet 2022                                            | Conservateur                                              |                                                           | Boris Johnson (l) + (ll)                                  |
|                                                           | Maria Caulfield MP pour Lewes                             |                                                           | 7 juillet 2022                                            | 7 septembre 2022                                          | Conservateur                                              |                                                           | Boris Johnson (ll)                                        |
|                                                           | Will Quince MP pour Colchester                            |                                                           | 8 septembre 2022                                          | 26 octobre 2022                                           | Conservateur                                              |                                                           | Liz Truss (l)                                             |
| Ministre d'État à la Santé et aux Soins secondaires       |                                                           |                                                           |                                                           |                                                           |                                                           |                                                           |                                                           |
|                                                           | Will Quince MP pour Colchester                            |                                                           | 26 octobre 2022                                           | 13 novembre 2023                                          | Conservateur                                              |                                                           | Rishi Sunak (l)                                           |
|                                                           | Andrew Stephenson MP pour Pendle                          |                                                           | 13 novembre 2023                                          | 8 juillet 2024                                            | Conservateur                                              |                                                           | Rishi Sunak (l)                                           |
| Ministre d'État à la Santé                                |                                                           |                                                           |                                                           |                                                           |                                                           |                                                           |                                                           |
|                                                           | Karin Smyth MP pour Bristol South                         |                                                           | 8 juillet 2024                                            | Titulaire                                                 | Travailliste                                              |                                                           | Keir Starmer (l)                                          |